# Hèrmies (escriptor)
Hèrmies (en llatí Hermeias o Hermias, en grec Ἑρμείας o Ἑρμίας va ser un escriptor grec cristià que sembla que va viure al segle ii i era contemporani de Tacià.
No es coneixen detalls de la seva biografia, però consta una obra amb el seu nom, Διασυρμὸς τῶν ἔξω φιλοσόφων en la qual ridiculitza als filòsofs grecs i adverteix als seus amics i parents contra els errors dels filòsofs pagans. L'autor reuneix les opinions d'aquests filòsofs sobre la natura, el món, Déu, la seva naturalesa i relació amb el món, l'ànima humana, i assenyala les seves limitacions i incoherències, demostrant la seva inutilitat per respondre a les qüestions fonamentals. La seva obra mostra un talent i enginy considerables, i és important per la història de l'antiga filosofia. El llibre es dividia en 19 capítols.